# Liste rechtsextremer Parteien und Organisationen
Die Liste rechtsextremer Parteien und Organisationen enthält historische und bestehende rechtsextreme Gruppen, alphabetisch geordnet nach Staaten. Die Liste erhebt keinen Anspruch auf Vollständigkeit.
Bei verbotenen Parteien ist das Auflösungsjahr gelb unterlegt.

## International
| Organisation                        | Typ                   | Gründung | Auflösung | Anmerkung |
| ----------------------------------- | --------------------- | -------- | --------- | --- |
| Allianz für Frieden und Freiheit    | Partei                | 2014     | besteht   | Europäische Partei, die nationale rechtsextreme Parteien vereint. |
| Anastasia-Bewegung                  | Bewegung              | 1996     | besteht   | aus Roman-Reihe hervorgegangene Bewegung, neureligiös, rechtsesoterisch, völkische Siedler, Romane enthalten antisemitische Aussagen                                                           |
| Blood and Honour                    | Organisation          | 1987     | besteht   | Gründung in Großbritannien. „Divisionen“ hauptsächlich in Europa und Nordamerika. Neonazistische Skinhead-Musikszene. Militante Unterorganisation: Combat 18.                                  |
| Crown Commonwealth League of Rights | Organisation          | 1972     | 0         | Gründung in Australien. Dachorganisation der antisemitischen und antikommunistischen League of Rights-Organisationen in Australien, Großbritannien, Kanada und Neuseeland.                     |
| Europäische Aktion (EA)             | Organisation          | 2010     | 2017      | Paramilitärischer Zusammenschluss von Holocaustleugnern aus Deutschland, Schweiz und Österreich mit Verbindungen in weitere europäische Länder.                                                |
| Hammerskins                         | Organisation          | 1986     |           | Internationale Organisation von rechtsextremen, gewaltbereiten Skinheads. „Divisionen“ in Nordamerika, Europa und Australien.                                                                  |
| Ku-Klux-Klan (KKK)                  | Organisation/Bewegung | 1865     | besteht   | rassistische und gewalttätige Organisation, die nach dem Amerikanischen Bürgerkrieg gegründet wurde, um die „weiße Vorherrschaft“ zu sichern. Seit den 1970ern auch Ableger außerhalb der USA. |
| Nordiska Motståndsrörelsen          | Organisation          | 1997     | besteht   | Gründung in Schweden. Ableger in Norwegen, Finnland, Dänemark und Island. Militante, aktionsorientierte, nazistische Organisation.                                                             |
| Volksfront                          | Organisation          | 1994     | 2012      | Gründung in den USA. Rechtsextreme Skinheads mit „Chapter“ in Nordamerika, Europa und Ozeanien.                                                                                                |

## Albanien
| Organisation          | Typ          | Gründung | Auflösung | Anmerkung |
| --------------------- | ------------ | -------- | --------- | --- |
| Balli Kombëtar        | Organisation | 1942     | 1945      | „Nationale Front“. Nationalistische, anti-kommunistische Organisation, die sowohl gegen die Besatzung der Achsenmächte kämpfte, als auch mit ihnen zusammenarbeitete. |
| Partia Balli Kombëtar | Partei       | 1989     | besteht   | „Partei Nationale Front“. Rechtsextreme Partei. |

## Argentinien
| Organisation                         | Typ    | Gründung | Auflösung | Anmerkung                                                                 |
| ------------------------------------ | ------ | -------- | --------- | ------------------------------------------------------------------------- |
| Partido del Nuevo Triunfo            | Partei | 1990     | 2009      | Rechtsextreme Kleinpartei, wurde 2009 durch das oberste Gericht verboten. |
| Partido Popular de la Reconstrucción | Partei | 1996     | besteht   | Nationalistische Kleinpartei                                              |

## Australien
| Organisation                          | Typ                | Gründung  | Auflösung | Anmerkung |
| ------------------------------------- | ------------------ | --------- | --------- | --- |
| Australian League of Rights           | Bewegung/Partei    | 1946/1960 | besteht   | Antisemitische Partei |
| Australia First Party                 | Partei             | 1996      | besteht   | Nationalistische bis rechtsextreme Kleinpartei. Die Politik der Partei richtete sich hauptsächlich gegen Migration und Multikulturalismus. |
| Australian National Socialist Party   | Partei             | 1962      | 1968      | Neonazistische Kleinpartei, aufgegangen in der National Socialist Party of Australia                                                       |
| National Socialist Party of Australia | Partei             | 1967      | 1972      | Neonazistische Kleinpartei |
| National Action (Australien)          | Bewegung           | 1982      | 1991      | Militante White Supremacy Gruppe |
| Patriotic Youth League                | Jugendorganisation | 2002      | besteht   | Jugendorganisation der Australia First Party                                                                                               |

## Belarus
| Organisation                                | Typ    | Gründung | Auflösung | Anmerkung |
| ------------------------------------------- | ------ | -------- | --------- | --- |
| Liberal-Demokratische Partei Belarus (LDPB) | Partei | 1994     | besteht   | belaruss.: Лібэральна-дэмакратычная партыя. Rechtsradikale, panslawistische Partei. Pendant zur liberaldemokratischen Partei Russlands. |

## Belgien
| Organisation                          | Typ          | Gründung | Auflösung | Anmerkung |
| ------------------------------------- | ------------ | -------- | --------- | --- |
| Démocratie Nationale (DN)             | Partei       | 1985     | 2012      | „Nationaldemokratische Partei“. Bis 2012: Front National. Probelgische, wallonische Partei, 1991 bis 2010 in der Abgeordnetenkammer vertreten.                                                 |
| Parti Communautaire National-Européen | Partei       | 1965     | besteht   | vertritt einen multi-ethnischen Nationalismus mit Elementen des Maoismus |
| REX                                   | Partei       | 1936     | 0         | nationalsozialistische wallonische Partei und Helfer während der deutschen Besatzung. |
| Vlaams Belang (VB)                    | Partei       | 1979     | besteht   | „Flämische Interessen“. Die Partei (früher Vlaams Blok) wird als rechtsextrem oder rechtspopulistisch eingestuft. Sie vertritt völkisch-nationalistische separatistische flämische Positionen. |
| Vlaamse Jongeren Mechelen (VJM)       | Organisation | 1995     | 2005      | neo-nazistische Jugendorganisation mit Verbindungen zu Blood & Honour. |
| Vrij Historisch Onderzoek             | Organisation | 1985     | 2002      | „Stiftung Freie Historische Forschung“. Verlag, der holocaustleugnende Literatur europaweit vertrieben hat.                                                                                    |
| Voorpost                              | Organisation | 1978     | besteht   | Voorpost ist eine rechtsextreme Organisation die einen großniederländischen Nationalstaat fordert.                                                                                             |

## Brasilien
| Organisation                                                      | Typ          | Gründung | Auflösung | Anmerkung |
| ----------------------------------------------------------------- | ------------ | -------- | --------- | --- |
| Ação Integralista Brasileira (AIB)                                | Partei       | 1932     | 1937      | Partei der Integralisten, die den europäischen Faschisten nahestanden.                                                          |
| Carecas do Suburbio/Carecas do ABC                                | Organisation | 0        |           | neonazistische Skinheads |
| Kombat RAC                                                        | Organisation | 0        |           | neonazistische Skinheads |
| Partido Nacional Socialista dos Trabalhadores Brasileiros (PNSTB) | Bewegung     | 2012     | besteht   | „Nationalsozialistische Partei der brasilianischen Arbeiter“, bezieht sich auf deutschen Nationalsozialismus, Holocaust-Leugner |

## Bulgarien
| Organisation                              | Typ          | Gründung | Auflösung | Anmerkung |
| ----------------------------------------- | ------------ | -------- | --------- | --- |
| Ataka                                     | Partei       | 2005     | besteht   | bulgarisch Партия Атака/Partija Ataka ‚Angriff‘. Kampagnen gegen Roma und türkische Minderheit. |
| Bund der Bulgarischen Nationalen Legionen | Organisation | 1930     | 1943      | faschistische Organisation, kollaborierte mit deutschen Nationalsozialisten. |
| Patriotische Front                        | Partei       | 2014     | 2017      | bulgarisch: Патриотичен фронт. Nationalistisches Parteienbündnis, u. a. aus Nationale Front für die Rettung Bulgariens (NFSB) und IMRO – Bulgarische Nationale Bewegung (IMRO-BNB) mit Beziehungen zu extremen Rechten. |

## Dänemark
| Organisation                                         | Typ                 | Gründung  | Auflösung | Anmerkung |
| ---------------------------------------------------- | ------------------- | --------- | --------- | --- |
| Danmarks Nationalsocialistiske Arbejderparti (DNSAP) | Partei              | 1930      | 1945      | Dänische Nationalsozialistische Arbeiterpartei                                                                               |
| Danmarks Nationalsocialistiske Bevægelse (DNSB)      | Partei              | 1991      | besteht   | „Dänische Nationalsozialistische Bewegung“. Wird als Nachfolger der Danmarks Nationalsocialistiske Arbejderparti betrachtet. |
| Stop Islamisieringen Af Danmark                      | Partei/Organisation | 2005      | besteht   | fremdenfeindliche, islamfeindliche Organisation. Bis 2010 auch Partei.                                                       |
| Danmarks Nationale Front                             | Organisation        | 2007      | besteht   | nationalistisch, rassistisch, islamfeindliche Organisation                                                                   |
| Den Nordiske Modstandsbevægelse                      | Bewegung            | 2013/2017 | besteht   | dänischer Ableger der Nordiska Motståndsrörelsen.                                                                            |
| Stram Kurs                                           | Partei              | 2017      | besteht   | rechtsextrem und islamfeindlich. Ableger in Schweden.                                                                        |

## Deutschland
| Organisation                                                                          | Typ                   | Gründung  | Auflösung | Anmerkung |
| ------------------------------------------------------------------------------------- | --------------------- | --------- | --------- | --- |
| Aktion Widerstand                                                                     | Organisation          | 1970      | 1971      | Zusammenschluss mehrerer rechtsextremer Organisationen. |
| Aktionsbündnis Mittelhessen                                                           | Organisation          | 2003      | 2004      | siehe Freie Kameradschaften |
| Aktionsbüro Mittelrhein                                                               | Organisation          | 2003      | 2012      | siehe Freie Kameradschaften |
| Aktionsfront Nationaler Sozialisten/Nationale Aktivisten (ANS/NA)                     | Organisation          | 1977      | 1983      | Neonazistische Organisation, wollte die Wiederzulassung der NSDAP erreichen. |
| Alternative für Deutschland (AfD)                                                     | Partei                | 2013      | besteht   | Am 2. Mai 2025 stufte das BfV die gesamte AfD als „gesichert rechtsextremistische Bestrebung“ ein, setzte aber am 8. Mai diese Einstufung bis zu einer Entscheidung im gerichtlichen Eilverfahren wieder aus. Bis dahin wird das BfV die AfD weiterhin als Verdachtsfall behandeln. Jugendorganisation Junge Alternative für Deutschland wird vom Verfassungsschutz als „gesichert rechtsextrem“ bezeichnet, ebenso die Landesverbände Sachsen, Sachsen-Anhalt und Thüringen. Unterorganisation Der Flügel löste sich 2020 auf und darf vom Verfassungsschutz deshalb nur noch als Verdachtsfall, nicht mehr als „gesichert extremistische Bestrebung“ eingestuft werden. |
| Alternative Nationale Strausberger Dart-, Piercing und Tattoo-Offensive (ANSDAPO)     | Organisation          | 2004      | 2005      | rechtsextremistischer, neonazistischer Verein |
| Anti-Antifa                                                                           | Bewegung/Organisation | 1992      | besteht   | |
| Antizionistische Aktion                                                               | Organisation          | 1980er    | 0         | Vorfeldorganisation der GdNF. Antisemitische Organisation. |
| Arbeitsgemeinschaft Nation Europa                                                     | Partei                | 1952      | 1953      | geschichtsrevisionistische Organisation |
| Arbeitskreis Volkstreuer Verbände                                                     | Organisation          | 1965      | 1979      | |
| Arische Bruderschaft                                                                  | Organisation          | ca. 2000  | besteht   | neonazistisches Netzwerk und Sicherheitsdienst |
| Armanen-Orden (AO)                                                                    | Organisation          | 1976      | besteht   | heidnischer Germanenkult mit rassistischer, antisemitischer Ideologie. |
| Arminius – Bund des deutschen Volkes                                                  | Partei                | 2013      | 0         | rechtsextreme Kleinpartei, Beziehungen zur NPD |
| Artgemeinschaft – Germanische Glaubens-Gemeinschaft wesensgemäßer Lebensgestaltung    | Organisation          | 1951      | 2023      | Glaubensgemeinschaft mit rechtsextremen und rassistischen Inhalten. Verbot einschließlich des angeschlossenen Vereins „Familienwerk“ und der Vereinszeitschrift „Nordische Zeitung“ |
| Aufbruch deutscher Patrioten – Mitteldeutschland                                      | Partei                | 2019      |           | |
| Autonome Nationalisten (AN)                                                           | Bewegung/Organisation | 2002      | besteht   | rechtsextreme Gruppierungen, die die Ästhetik und Aktionsformen der autonomen Linken kopieren. |
| Besseres Hannover                                                                     | Organisation          | 2008      | 2012      | siehe Freie Kameradschaften |
| Bewegung Neue Ordnung                                                                 | Organisation          | 2004      |           | |
| Blood and Honour Division Deutschland                                                 | Organisation          | 1994      | 2000      | Jugendorganisation: White Youth. Militante Unterorganisation: Combat 18. Internationale, neonazistische, subkulturelle Skinhead-Musikszene. Propagierten „führerlosen Widerstand“. |
| Braunschweiger Gruppe                                                                 | Organisation          | 1977      | 1981      | rechtsterroristische Gruppe |
| Bündnis rechts                                                                        | Organisation          | 1998      | 0         | Wählerbündnis, das versucht hat rechtsextreme Parteien, Vereine und Kameradschaften zu bündeln. |
| Bürgerbewegung pro Deutschland                                                        | Partei                | 2005      | 2017      | siehe Pro-Bewegung |
| Bürgerbewegung pro NRW                                                                | Partei/Organisation   | 2007      | 2019      | siehe Pro-Bewegung |
| Bürgerbewegung pro Köln                                                               | Partei                | 1996      | 2018      | siehe Pro-Bewegung |
| Bürgerinitiative Ausländerstopp (BiA)                                                 | Organisation          |           | ca. 2020  | |
| Bund Deutscher Jugend (BDJ)                                                           | Organisation          | 1950      | 1953      | Tarnorganisation ehemaliger Nazis, von US-amerikanischen Geheimdiensten finanziert, antikommunistisch. |
| Bund Deutscher Nationalsozialisten                                                    | Organisation          | 1969      | 1969      | |
| Bund für Deutsche Gotterkenntnis                                                      | Organisation          | 1936      | besteht   | Ideologie der Rassereinheit, Antisemitismus. |
| Bund für Gesamtdeutschland                                                            | Partei                | 1990      | 2017      | |
| Bund Heimattreuer Jugend                                                              | Organisation          |           |           | zunächst Umbenennung zu Freibund, wird der Neuen Rechten zugeordnet |
| Burschenschaft Normannia Jena                                                         | Organisation          | 1999      |           | |
| Collegium Humanum                                                                     | Organisation          | 1963      | 2008      | Verein und Veranstaltungsort für Neue Rechte, Neonazi-Gruppen und Holocaustleugner. |
| Compact Magazin                                                                       | Organisation          | 2010      | besteht   | Medienunternehmen, das rechtsextreme, geschichtsrevisionistische und antisemitische Inhalte verbreitet |
| Der III. Weg                                                                          | Partei                | 2013      | besteht   | geprägt von historischem Nationalsozialismus, Antisemitismus und Fremdenfeindlichkeit. |
| Deutsche Aktionsgruppen                                                               | Organisation          | 1980      | 1980      | rechtsterroristische Kleingruppe, die Sprengstoff- und Brandanschläge verübte. |
| Deutsche Alternative (DA)                                                             | Partei                | 1989      | 1992      | parteipolitischer Arm der Gesinnungsgemeinschaft der Neuen Front, militant, neonazistisch. |
| Deutsche Arbeiter Jugend                                                              | Organisation          | 1982      | 1983      | |
| Deutsche Aufbau-Organisation                                                          | Organisation          |           |           | [ 35 ] |
| Deutsche Aufbaupartei (DAP)                                                           | Partei                | 1945      | 1946      | Fusionierte 1946 mit der Deutschen Konservativen Partei zur DKP-DRP |
| Deutsche Bürgerinitiative                                                             | Organisation          | 1972      | 1995      | neonazistischer Verein. Vorläufer der Terrororganisation Deutsche Aktionsgruppen. |
| Deutsche Gemeinschaft                                                                 | Partei                | 1949      | 1965      | |
| Deutsche Heidnische Front                                                             | Organisation          | 1998      | 2005      | deutscher Ableger der Allgermanischen Heidnischen Front. Rassistisch, neuheidnisch, gewalttätig. |
| Deutsche Liga für Volk und Heimat (DLVH)                                              | Partei/Organisation   | 1991      | besteht   | nationalistische, ausländerfeindliche Partei. Ab 1996 Verein. |
| Deutsche Partei                                                                       | Partei                | 1993      |           | |
| Deutsche Reichspartei (DRP)                                                           | Partei                | 1950      | 1964      | ehemalige NSDAP-Mitglieder, völkischer Nationalismus. Vorgängerpartei der NPD. |
| Deutsche Volksunion (DVU)                                                             | Organisation/Partei   | 1971      | 2011      | Vorfeldorganisation ab 1962: Aktion Oder-Neiße. DVU wurde als Verein gegründet, ab 1987 Partei. Nationalistisch, fremdenfeindlich. Fusionierte 2011 mit der NPD. |
| Deutsches Kolleg (DK)                                                                 | Organisation          | 1994      | besteht   | völkisches und geschichtsrevisionistisches Gedankengut. Rassistische und antisemitische Einstellungen. |
| Deutsches Kulturwerk Europäischen Geistes                                             | Organisation          | 1950      | 1996      | |
| Deutsches Rechtsbüro                                                                  | Organisation          | 1992      | 0         | Netzwerk rechtsextremer Juristen zur Rechtsberatung. |
| Deutsch-Soziale Union (DSU)                                                           | Partei                | 1956      | 1962      | |
| Die Heimat                                                                            | Partei                | 1964      | besteht   | Von 1964 bis 2023 Nationaldemokratische Partei Deutschlands (NPD). Unterorganisation: Ring Nationaler Frauen, Jugendorganisation: „Junge Nationalisten (JN)“. Völkisch-nationalistisches, geschichtsrevisionistisches, antisemitisches und ausländerfeindliches Programm. Propagierte in den 1990ern „national befreite Zonen“. |
| Die Rechte                                                                            | Partei                | 2012      | besteht   | Neonationalsozialismus, Antisemitismus und Fremdenfeindlichkeit |
| Die Republikaner (REP)                                                                | Partei                | 1983      | besteht   | rechtskonservativ bis rechtsextreme Partei u. a. mit der Johann-Gottlieb-Fichte-Stiftung, von 1992 bis 2007 wurde sie vom Verfassungsschutz im Jahresbericht erwähnt. |
| Ein Prozent e. V.                                                                     | Organisation          | 2015      | besteht   | wird vom Verfassungsschutz als „gesichert rechtsextrem“ bezeichnet. |
| Europäische Befreiungsfront (EFB)                                                     | Organisation          | 1969      | 1970      | plante Terroranschläge. Aus dem Ordnungsdienst der NPD hervorgegangen. Vorläufer der Aktion Widerstand. |
| Föderation der Türkisch-Demokratischen Idealistenvereine in Deutschland               | Organisation          | 1978      | besteht   | türkisch Almanya Demokratik Ülkücü Türk Dernekleri Federasyonu (ADÜTDF), auch „Türk Federasyon“, deutsch Türkische Föderation. Türkisch-nationalistisch, siehe Graue Wölfe. |
| Freie Kameradschaften                                                                 | Bewegung/Organisation | 1992      | besteht   | neonazistische Kleingruppen, die informell organisiert sind, um einem staatlichen Verbot zu entgehen, und überregional vernetzt sind. Über 150 Gruppen bundesweit. |
| Freie Kräfte Schwalm-Eder                                                             | Organisation          | 2008      | 2012      | siehe Freie Kameradschaften bzw. Autonome Nationalisten |
| Freie Sachsen                                                                         | Partei                | 2021      | besteht   | rechtsextremistisch, fordert Autonomie für Sachsen |
| Freies Netz Hessen                                                                    | Organisation          | 2011      | 0         | siehe Freie Kameradschaften bzw. Autonome Nationalisten |
| Freies Netz Süd (FNS)                                                                 | Organisation          | 2009      | 2014      | siehe Freie Kameradschaften |
| Freiheitliche Deutsche Arbeiterpartei (FAP)                                           | Partei                | 1979      | 1995      | zunächst nationalistische und fremdenfeindliche Partei. Nachdem Mitglieder der verbotenen ANS/NA beitraten, wurde das Programm radikaler. |
| Freikorps Havelland                                                                   | Organisation          | 2003      | 2004      | ausländerfeindliche, rechte Terrorgruppe |
| Freundeskreis Rade                                                                    | Organisation          | 2009      | 2012      | siehe Autonome Nationalisten |
| Freundeskreis Ulrich von Hutten                                                       | Organisation          | 1982      | besteht   | Kaderschulungen, verbreitet rassistische Weltanschauung, Antisemitismus, Verschwörungstheorien und verharmlost Nationalsozialismus. |
| Frontbann 24                                                                          | Organisation          | 2008      | 2009      | neonazistische Organisation |
| Gefangenenhilfe                                                                       | Organisation          | 2012      | besteht   | Nachfolgeorganisation der HNG |
| Gesellschaft für biologische Anthropologie, Eugenik und Verhaltensforschung           | Organisation          |           |           | |
| Gesellschaft für freie Publizistik (GfP)                                              | Organisation          | 1960      | besteht   | NPD-naher Verein, der geschichtsrevisionistische Bücher publiziert und Kongresse für rechtsradikale Szene organisiert. |
| Gesinnungsgemeinschaft der Neuen Front (GdNF)                                         | Organisation          | 1984      | 1994      | Nachfolgeorganisation der verbotenen ANS/NA. Selbstauflösung kurz vor erneutem Verbot. |
| Graue Wölfe                                                                           | Bewegung/Organisation | 1960er    | besteht   | türkisch Bozkurtlar, auch türkisch Ülkücü (dt.: „Idealismus“). Basiert auf Ideologie des Panturkismus und Turanismus. Militante Bewegung. |
| Gruppe Ludwig                                                                         | Organisation          | 1977      | 1984      | rechtsterroristische Gruppe. Mischung von militantem Rechtsextremismus, fanatischer Homophobie und fundamentalistischem Katholizismus. |
| Hamburger Liste für Ausländerstopp                                                    | Organisation          | 1982      | ca. 2001  | siehe auch Bürgerinitiative Ausländerstopp? |
| Hammerskins                                                                           | Organisation          | 1991      | 2023      | auch: Hammerskin-Nation (HSN). Deutsches Chapter der US-amerikanischen Organisation. Internationale, neonazistische, subkulturelle Skinhead-Musikszene. Propagieren „führerlosen Widerstand“. Seit dem 19. September 2023 inklusive Unterstützergruppe Crew 38 durch das Innenministerium verboten |
| „Hannibal“-Netzwerk                                                                   | Organisation          | 2015      | 0         | Netzwerk extremistischer Prepper, ehemaliger und aktiver Militärs. Siehe auch Nordkreuz bzw. Uniter. |
| Heimattreue Deutsche Jugend (HDJ)                                                     | Organisation          | 1990      | 2009      | Nachfolgeorganisation der Wiking-Jugend |
| Hepp-Kexel-Gruppe                                                                     | Organisation          | 1982      | 1983      | terroristische Untergrundorganisation, vertrat einen als Antiimperialismus verkleideten Antiamerikanismus und Antisemitismus. |
| Hilfsorganisation für nationale politische Gefangene und deren Angehörige e. V. (HNG) | Organisation          | 1979      | 2011      | Verbot, weil durch die „vermeintlich karitative Betreuung von Strafgefangenen“ die rechtsextreme Szene radikalisiert wurde und strafrechtswidriges Verhalten befürwortet wurde. |
| Hilfsgemeinschaft auf Gegenseitigkeit der Angehörigen der ehemaligen Waffen-SS (HIAG) | Organisation          | 1951      | 1992      | ehemalige SS-Mitglieder, die Rehabilitation forderten und NS-Zeit verharmlosten. |
| Hooligans gegen Salafisten (HoGeSa)                                                   | Bewegung              | 2014      | besteht   | Organisation von islamfeindlichen Demonstrationen mit hoher Beteiligung von rechtsextremen Gruppen. |
| Identitäre Bewegung Deutschland (IB)                                                  | Organisation          | 2012      | besteht   | Ableger der französischen Les Identitaires und österreichischen Identitären Bewegung, vertritt Ethnopluralismus |
| Institut für Staatspolitik (IfS)                                                      | Organisation          | 2000      | besteht   | Verbreitung von neurechter Ideologie, wird vom Verfassungsschutz als „gesichert rechtsextrem“ bezeichnet. |
| Jagdstaffel D.S.T.                                                                    | Organisation          | 2009      | 2012      | siehe Freie Kameradschaften |
| Junge Landsmannschaft Ostdeutschland                                                  | Organisation          |           |           | |
| Kameradschaft Hauptvolk                                                               | Organisation          | 2000      | 2005      | siehe Freie Kameradschaften Unterorganisation: Sturm 27 |
| Kameradschaft Süd                                                                     | Organisation          | 2001      | 0         | auch: Aktionsbüro Süddeutschland. Freie Kameradschaft. Die Untergruppe „Schutzgruppe (SG)“ plante Terroranschlag auf Jüdisches Zentrum München. |
| Kameradschaft Walter Spangenberg                                                      | Organisation          | 0         | 2012      | siehe Freie Kameradschaft |
| Kampfbund Deutscher Soldaten                                                          | Organisation          |           |           | |
| Kampfbund Deutscher Sozialisten                                                       | Organisation          | 1999      | 2008      | neonazistische Organisation. Versuch eine Querfront mit Linksextremisten zu bilden. |
| Kampfgruppe Priem                                                                     | Organisation          | 1974      | 1984      | neonazistische Wehrsportgruppe |
| Komitee zur Vorbereitung der Feierlichkeiten zum 100. Geburtstag Adolf Hitlers (KAH)  | Organisation          | 1984      | 1995      | Als Nachfolgeorganisation der ANS/NA faktisch verboten. |
| Kieler Liste für Ausländerbegrenzung                                                  | Partei                | 1981      | 1986      | |
| Nationaldemokratische Partei Deutschlands (NPD)                                       | Partei                | 2023      |           | rechtsextreme Kleinpartei; 2023 von der Heimat abgespalten |
| Nationale Alternative (NA)                                                            | Partei                | 1990      | 1990      | Noch in der DDR gegründete rechtsextreme Partei. Militante Aktionen. |
| Nationale Deutsche Befreiungsbewegung (NDBB)                                          | Organisation          | 1970      | 1971      | militante, antikommunistische Gruppierung |
| Nationale Liste (NL)                                                                  | Partei                | 1989      | 1995      | neonazistische Kleinstpartei |
| Nationale Offensive (NO)                                                              | Organisation/Partei   | 1990      | 1992      | Von ehemaligen FAP-Mitgliedern gegründet. |
| Nationale Sammlung (NS)                                                               | Organisation          | 1988      | 1989      | |
| Nationaler Sanitätsdienst (NSD)                                                       | Organisation          | 1998      | 0         | gegründet als „Das braune Kreuz“. Sanitätsdienst für rechtsextreme Demonstrationen. |
| Nationale Sozialisten Chemnitz                                                        | Organisation          | 0         | 2014      | siehe Freie Kameradschaften |
| Nationale Sozialisten Rostock (NSR)                                                   | Organisation          | 2008      | 2021      | auch: Aktionsblog. Unterorganisation: Baltik Korps |
| Nationaler Widerstand Dortmund (NWDO)                                                 | Organisation          |           | 2012      | gewalttätige Autonome Nationalisten |
| Nationales und Soziales Aktionsbündnis Mitteldeutschland                              | Organisation          | 0         | 0         | siehe Freie Kameradschaften |
| Nationales und Soziales Aktionsbündnis Norddeutschland                                | Organisation          | 1997      | 0         | siehe Freie Kameradschaften |
| Nationalistische Front (NF)                                                           | Partei                | 1985      | 1992      | Ausländerfeindlichkeit und Antisemitismus, basierend auf völkisch-rassistischem Gedankengut bildeten den weltanschaulichen Kern. |
| Nationalsozialistische Kampfgruppe Großdeutschland (NSKG)                             | Organisation          | 1972      | 1972      | rechtsterroristische Gruppe |
| Nationalsozialistischer Untergrund (NSU)                                              | Organisation          | 1998      | 2011      | Verbindungen zum Thüringer Heimatschutz und Blood & Honour Sektion Thüringen. Rechtsterroristische Gruppe, die Morde, Sprengstoffanschläge und Raubüberfälle verübten. |
| Naumann-Kreis                                                                         | Organisation          | 1950      | 1953      | auch: Gauleiter-Kreis. Gruppe ehemaliger Nazis, die die FDP unterwanderten. |
| Neue Stärke Partei                                                                    | Partei                | 2021      |           | neonazistische Partei; bis Ende 2021 als Verein aktiv |
| Neumann-Gruppe                                                                        | Organisation          | 1973      | 1974      | rechtsterroristische Gruppe |
| Nordadler                                                                             | Organisation          | 2017      | 2020      | völkisch-rechtsextremer Verein |
| Notverwaltung des Deutschen Ostens (NDO)                                              | Organisation          |           |           | |
| NS-Boys                                                                               | Organisation          | 2014      | 2019      | rechtsextreme Hooligans |
| Oldschool Society                                                                     | Organisation          | 2014      | 2015      | rechtsterroristische Gruppe |
| Pegida                                                                                | Bewegung/Organisation | 2014      |           | |
| Pro-Bewegung                                                                          | Bewegung              | 1996      | 2017      | Ursprünge als Bürgerbewegung pro Köln, gegründet von ehemaligen DLVH-, NPD- und REP-Funktionären. Islamfeindlich, ausländerfeindlich. |
| Reichsbürgerbewegung                                                                  | Bewegung              | 1980er    | besteht   | heterogene Bewegung, die die Bundesrepublik nicht anerkennt und teilweise rechtsextreme, antisemitische und völkisch-nationale Ideologien vertritt. |
| Revolte Rheinland                                                                     | Organisation          | 2021      | besteht   | vom Verfassungsschutz RLP und NRW als Nachfolge-/Ablegerorganisation der Identitären Bewegung eingeordnet. |
| Revolution Chemnitz                                                                   | Organisation          | 2018      | 2020      | |
| Sächsische Separatisten                                                               | Organisation          | 2020      | 2024      | |
| Sächsische Volkspartei (SVP)                                                          | Partei                | 2006      | 2019      | |
| Sauerländer Aktionsfront (SAF)                                                        | Organisation          | 1991      | 0         | siehe Freie Kameradschaften |
| Selbstschutz Sachsen-Anhalt (SS-SA)                                                   | Organisation          | 0         | 0         | siehe Freie Kameradschaft |
| Skinheads Sächsische Schweiz                                                          | Organisation          | 1997      | 2001      | Freie Kameradschaft, gewalttätige, neonazistische Skinheads, Zusammenarbeit mit der NPD. |
| Sozialistische Reichspartei                                                           | Partei                | 1949      | 1952      | Partei ehemaliger Nationalsozialisten. Aus der Jugendorganisation Reichsjugend ging die Wiking-Jugend hervor. |
| Staats- und Wirtschaftspolitische Gesellschaft                                        | Organisation          | 1962      |           | rechtsextremer Verein |
| Stahlhelm, Bund der Frontsoldaten                                                     | Organisation          | 1918      | 1935      | monarchistisch, antidemokratisch, antisemitisch, paramilitärisch. Ab 1933 der SA unterstellt und 1935 aufgelöst. |
| Stahlhelm e. V. – Bund der Frontsoldaten – Kampfbund für Europa                       | Organisation          | 1951      | 2000      | nationalistisch-militaristische Glorifizierung, geschichtsrevisionistische Einstellung. Vorbild für Wehrsportgruppen. |
| Stille Hilfe für Kriegsgefangene und Internierte                                      | Organisation          | 1951      | besteht   | ehemalige Nationalsozialisten, die NS-Kriegsverbrecher ins Ausland schleusten oder juristisch unterstützten. |
| Sturm 34                                                                              | Organisation          | 2006      | 2007      | rechtsextreme Kameradschaft. Gewaltsame Überfälle aus Personen und Feste zur Schaffung einer „national befreiten Zone“. |
| Sturmbrigade 44/Wolfsbrigade 44                                                       | Organisation          | 2016      | 2020      | neonazistische Gruppe |
| Thüringer Heimatschutz (THS)                                                          | Organisation          | 1996/1997 |           | siehe Freie Kameradschaft |
| Thule-Seminar                                                                         | Organisation          | 1980      | besteht   | auch: Forschungs- und Lehrgemeinschaft für die indoeuropäische Kultur e. V. An der Neuen Rechten und GRECE orientiert. |
| Unabhängige Arbeiter-Partei                                                           | Partei                | 1962      | 2014      | |
| Vandalen – Ariogermanische Kampfgemeinschaft                                          | Organisation          |           |           | |
| Verband der türkischen Kulturvereine in Europa                                        | Organisation          | 1987      | besteht   | türkisch Avrupa Türk Kültür Dernekleri Birliği, Kurzform Avrupa Türk Birliği (ATB). Türkisch-nationalistisch, siehe Graue Wölfe. |
| Verein zur Rehabilitierung der wegen Bestreitens des Holocaust Verfolgten (VRBHV)     | Organisation          | 2003      | 2008      | enge Beziehung zu Collegium Humanum. Holocaust-Leugnung wurde offensiv vertreten. |
| Volkssozialistische Bewegung Deutschlands / Partei der Arbeit (VSBD/PdA)              | Organisation          | 1971      | 1982      | auch: Kommando Omega. Terrorgruppe, orientierte sich am 25-Punkte-Programm der NSDAP. |
| Wehrsportgruppe Hengst                                                                | Organisation          | 1970      | 1971      | rechtsterroristische Gruppe. Hervorgegangen aus dem NPD-Ordnungsdienst. |
| Wehrsportgruppe Hoffmann (WSG)                                                        | Organisation          | 1974      | 1980      | antidemokratische, paramilitärische Vereinigung. Ehemaliges Mitglied der WSG verübte den Bombenanschlag auf das Münchner Oktoberfest. Nachfolgeorganisation: WSG-Ausland. |
| Wehrsportgruppe Rohwer                                                                | Organisation          | 1977      | 1978      | auch: Werwolfgruppe bzw. Wehrsportgruppe Werwolf. Rechtsterroristische Gruppe. Der Bückeburger Prozess war der erste deutsche Prozess gegen Rechtsterroristen. |
| Widerstandsbewegung in Südbrandenburg                                                 | Organisation          | 0         | 2014      | siehe Freie Kameradschaften |
| Widerstand Süd                                                                        | Organisation          | 0         | 0         | siehe Freie Kameradschaften |
| Widerstand West                                                                       | Organisation          | 0         | 0         | siehe Freie Kameradschaften |
| Wiking-Jugend                                                                         | Organisation          | 1952      | 1994      | an der Hitler-Jugend und SS orientierte Jugendorganisation. Nach Verbot traten einige Mitglieder der Heimatreuen Deutschen Jugend bei. |
| Witikobund                                                                            | Organisation          | 1947      | besteht   | ehemalige Nationalsozialisten und Vertriebene aus dem Sudetenland, geschichtsrevisionistische, irredentistische Einstellung. |

## Estland
| Organisation                      | Typ          | Gründung | Auflösung | Anmerkung |
| --------------------------------- | ------------ | -------- | --------- | --- |
| Eesti Iseseisvuspartei (EIP)      | Partei       | 1993     | 2022      | anti-russisch, nationalistisch, für Aberkennung der Staatsbürgerschaft für nicht-ethnische Esten.                    |
| Russische Nationale Einheit (RNE) | Organisation | 1996     | 0         | Estnischer Ableger. Orthodox-russischer Nationalismus, nationalsozialistisch nach deutschem Vorbild, Antisemitismus. |

## Finnland
| Organisation           | Typ          | Gründung | Auflösung | Anmerkung                                                                                     |
| ---------------------- | ------------ | -------- | --------- | --------------------------------------------------------------------------------------------- |
| Kohti Vapautta!        | Bewegung     | 2019     | besteht   | „Richtung Freiheit!“, Nachfolger der Suomen vastarintaliike.                                  |
| Soldiers of Odin       | Organisation | 2015     | besteht   | militante Bürgerwehr, personelle Überschneidungen und Kooperation mit Suomen vastarintaliike. |
| Suomen vastarintaliike | Bewegung     | 2008     | 2018      | finnischer Ableger der Nordiska Motståndsrörelsen. 2018 vom Obersten Gerichtshof verboten.    |

## Frankreich
| Organisation                                                                  | Typ             | Gründung  | Auflösung | Anmerkung |
| ----------------------------------------------------------------------------- | --------------- | --------- | --------- | --- |
| Action française                                                              | Organisation    | 1898      | besteht   | rechtsextreme, nationalistische und monarchistische politische Gruppierung.                                                                                             |
| Association des anciens amateurs de récits de guerre et d’holocauste (AAARGH) | Organisation    | 1996      | 0         | Verbreitung von Geschichtsrevisionismus und Leugnung des Holocaust |
| Blood and Honour Hexagon                                                      | Organisation    | 2012      | besteht   | französischer Ableger des Blood and Honour-Netzwerks. Verbot 2019 angekündigt.                                                                                          |
| Croix de Feu                                                                  | Organisation    | 1927      | 1936      | faschistische Organisation. |
| Groupement de recherche et d’études pour la civilisation européenne (GRECE)   | Organisation    | 1969      | besteht   | rechtsextremer Theoriezirkel, der die Nouvelle Droite (Neue Rechte) begründete.                                                                                         |
| Groupe Union Défense (GUD)                                                    | Organisation    | 1968      | 2017      | rechtsextrem, gewalttätig. War zwischendurch immer wieder inaktiv. Nachfolgeorganisation: Bastion Social.                                                               |
| Jeunesses nationalistes                                                       | Organisation    | 2011      | 2013      | Nationalistische Jugend, neo-nazistisch. |
| Jeunesses nationalistes révolutionnaires (JNR)                                | Organisation    | 1987      | 2013      | „Revolutionäre nationalistische Jugend“, gewaltbereit, neo-nazistisch.                                                                                                  |
| Les identitaires                                                              | Bewegung/Partei | 2002/2009 | besteht   | zuvor: Bloc identitaire. Nachfolgeorganisation von Unité Radicale. Als Bewegung entstanden, seit 2009 eine Partei. Nationalistisch, ausländerfeindlich, islamfeindlich. |
| L'Œuvre Française                                                             | Bewegung        | 1968      | 2013      | „Das französische Werk“, ausländerfeindlich, antisemitisch, rassistisch.                                                                                                |
| Mouvement national républicain                                                | Partei          | 1999      | besteht   | „Nationale Republikanische Bewegung“. Abspaltung des Front National. |
| Organisation de l’armée secrète (OAS)                                         | Organisation    | 1961      | 1962      | rechtsterroristische Untergrundorganisation im Algerienkrieg. |
| Parti des forces nouvelles (PFN)                                              | Partei          | 1974      | 1986      | „Partei der Neuen Kräfte“. Abspaltung des Front National. |
| Parti de la France                                                            | Partei          | 2008      | besteht   | „Mischung aus erzkonservativen ehemaligen FN-Mitgliedern, katholischen Fundamentalisten und Neofaschisten“                                                              |
| Parti populaire français                                                      | Partei          | 1936      | 1945      | faschistische Massenbewegung und Partei. |
| Rassemblement National (RN)                                                   | Partei          | 1972      | besteht   | „Nationale Sammlungsbewegung“. Bis 2018: Front National (Nationale Front). Rechtsextrem, rassistisch, antisemitisch, ausländerfeindlich.                                |
| Troisième Voie                                                                | Organisation    | 1985      | 2013      | „Dritter Weg“, gewaltbereit, neo-nazistisch. |
| Unité Radicale                                                                | Organisation    | 1998      | 2002      | „Radikale Einheit“, neo-nazistisch, gewaltbereit. |

## Griechenland
| Organisation                        | Typ             | Gründung  | Auflösung | Anmerkung |
| ----------------------------------- | --------------- | --------- | --------- | --- |
| Chrysi Avgi                         | Bewegung/Partei | 1983/1993 | besteht   | „Goldene Morgenröte“, neo-nazistisch, militant, anti-demokratisch.                                                                            |
| Ethniki Enosis Ellados (EEE)        | Organisation    | 1927      | 1944      | „Nationale Union Griechenlands“. Anti-semitisch, anti-kommunistisch, militant.                                                                |
| Ethniki Politiki Enosis (EPEN)      | Partei          | 1984      | 1996      | „Nationale politische Union“, positiver Bezug zur griechischen Militärdiktatur. Hat die Entstehung neuer rechtsextremer Parteien beeinflusst. |
| Laikos Orthodoxos Synagermos (LAOS) | Partei          | 2000      | besteht   | „Volksorthodoxe Sammlungsbewegung“, nationalistisch, ausländerfeindlich, militaristisch, anti-semitisch.                                      |

## Großbritannien
| Organisation                    | Typ                   | Gründung | Auflösung | Anmerkung |
| ------------------------------- | --------------------- | -------- | --------- | --- |
| Blood and Honour                | Organisation          | 1987     | besteht   | neo-nazistische Skinheads, direkter Bezug zum Nationalsozialismus. Internationales Netzwerk durch Rechtsrock-Konzerte. Combat 18 ist der selbst erklärte bewaffnete Arm. |
| British National Party (BNP)    | Partei                | 1982     | besteht   | früher rassistisch, antisemitisch. Jetzt rechtspopulistisch und fremdenfeindlich. Abspaltung von der National Front.                                                     |
| British Union of Fascists (BUF) | Partei                | 1932     | 1940      | orientierte sich am italienischen Faschismus |
| Combat 18                       | Organisation          | 1992     | besteht   | rechtsterroristische Vereinigung. |
| English Defence League (EDL)    | Bewegung/Organisation | 2009     | 0         | islamfeindliche, einwandererfeindliche Bewegung, die aus der Hooligan-Szene entstand.                                                                                    |
| Imperial Fascist League         | Organisation          | 1928     | 1939      | orientierte sich am deutschen Nationalsozialismus. |
| National Action                 | Organisation          | 2013     | 2016      | rechtsterroristische Gruppierung mit nationalsozialistischer Ideologie.                                                                                                  |
| National Front (NF)             | Partei                | 1967     | besteht   | in den 1970/80er Jahren bedeutende rassistische Partei. |

## Iran
| Organisation | Typ    | Gründung | Auflösung | Anmerkung                                                                |
| ------------ | ------ | -------- | --------- | ------------------------------------------------------------------------ |
| SUMKA        | Partei | 1952     | 0         | „Nationalsozialistische Arbeiterpartei Irans“. Direkter Bezug zur NSDAP. |

## Israel
| Organisation  | Typ          | Gründung | Auflösung | Anmerkung |
| ------------- | ------------ | -------- | --------- | --- |
| Im Tirtzu     | Organisation | 2006     | besteht   | hebräisch: אם תרצו, Wenn du es willst. Darf in Israel juristisch als „faschistisch“ bezeichnet werden. Politische Agitation gegen Linke, Palästinenser, Menschenrechtsorganisationen.               |
| Kach          | Partei       | 1971     | 1994      | hebräisch: „So!“. Rechtsradikale, rassistische Ideologie. Von Wahlen ausgeschlossen worden. Rechtsterroristische Organisation.                                                                      |
| Kahane Chai   | Partei       | 1990     | 1994      | „Kahane lebt“. Abspaltung von Kach-Partei. Rechtsterroristische Organisation. |
| Lehava        | Organisation | 2009     | besteht   | hebräisch למניעת התבוללות בארץ הקודש LeMeniat Hitbolelut B'eretz HaKodesh, wortwörtlich: [Organisation zur] Prävention von Assimilation im Heiligen Land. Gegen interreligiöse Heirat.              |
| Otzma Jehudit | Partei       | 2012     | besteht   | hebräisch עוצמה יהודית, dt.: Jüdische Stärke. Kahanistische, fundamentalistische Partei, die aktiven Krieg gegen Araber fordert. Seit 2022 im Kabinett Netanjahu VI Teil der Israelische Regierung. |

## Italien
| Organisation                             | Typ          | Gründung | Auflösung | Anmerkung |
| ---------------------------------------- | ------------ | -------- | --------- | --- |
| Alternativa Sociale                      | Partei       | 2003     | 2006      | Bündnis rechtsextremer Parteien, u. a. Forza Nuova.                                                                             |
| Associazione Nazionalista Italiana (ANI) | Partei       | 1910     | 1923      | „Italienischer Nationalistenverband“, faschistisch, monarchistisch.                                                             |
| Blocco Studentesco                       | Bewegung     | 2006     | besteht   | „Studentenblock“, Teil der CasaPound-Bewegung.                                                                                  |
| CasaPound                                | Bewegung     | 2003     | besteht   | neofaschistische, militante Bewegung. Von 2012 bis 2019 auch parteipolitisch aktiv.                                             |
| Fasci di combattimento                   | Bewegung     | 1919     | 1943      | „Faschistische Kampfbünde“, auch: „Schwarzhemden“, paramilitärische Miliz.                                                      |
| Fiamma Tricolore                         | Partei       | 1995     | besteht   | Abspaltung von der Alleanza Nazionale.                                                                                          |
| Forza Nuova                              | Partei       | 1997     | besteht   | „Neue Kraft“, neofaschistische Partei.                                                                                          |
| Fratelli d’Italia (FdI)                  | Partei       | 2012     | besteht   | postfaschistische, rechtsextreme Partei. Hervorgegangen aus MSI, Alleanza Nazionale und Il Popolo della Libertà.                |
| La Destra                                | Partei       | 2007     | 2017      | „Die Rechte“. Abspaltung von der Alleanza Nazionale.                                                                            |
| Lega                                     | Partei       | 1989     | besteht   | bis 2018: Lega Nord. Separatistische Partei, verknüpft mit Ethnopluralismus, ausländerfeindlich.                                |
| Movimento Sociale Italiano (MSI)         | Partei       | 1946     | 1995      | „Italienische Sozialbewegung“, (neo-)faschistisch. Aufgegangen in der Alleanza Nazionale, die gemäßigt nationalistisch auftrat. |
| Ordine Nuovo                             | Organisation | 1956     | 1973      | „Neue Ordnung“, auch: Nuclei Armati Rivoluzionari. Rechtsterroristische Organisation.                                           |
| Partito Nazionale Fascista (PNI)         | Partei       | 1921     | 1943      | „Nationale Faschistische Partei“, Staatspartei des faschistischen Italien.                                                      |
| Unitalia                                 | Partei       | 1996     | besteht   | nationalistisch, für die Aufhebung der Autonomie Südtirols, ausländerfeindlich.                                                 |

## Japan
| Organisation                                             | Typ          | Gründung | Auflösung | Anmerkung |
| -------------------------------------------------------- | ------------ | -------- | --------- | --- |
| Issuikai                                                 | Organisation | 1972     | besteht   | jap. 一水会, dt.: „Erster-Mittwoch-Treff“. Anti-amerikanische, geschichtsrevisionistische Gruppe mit Bezug zu europäischen Rechtsextremisten. |
| Nationalsozialistische Japanische Arbeiterpartei (NSJAP) | Organisation | 1982     | besteht   | 国家社会主義日本労働者党, Kokka Shakaishugi Nippon Rodosha To. Neo-nazistische Organisation.                                                  |
| Tatenokai                                                | Organisation | 1968     | 1970      | 楯の会, dt. „Schildgesellschaft“. Rechtsextreme Miliz.                                                                                        |
| Tōhōkai                                                  | Partei       | 1936     | 1944      | 東方会, englisch Society of the East. Faschistische Partei.                                                                                   |
| Zainichi tokken o yurusanai shimin no kai                | Bewegung     | 2006     | besteht   | kurz: Zaitoku-kai, dt.: „Bürgervereinigung gegen Sonderrechte von in Japan lebenden Koreanern“. Ausländerfeindliche Bewegung.                 |

## Kanada
| Organisation                          | Typ                   | Gründung | Auflösung | Anmerkung |
| ------------------------------------- | --------------------- | -------- | --------- | --- |
| Aryan Guard                           | Organisation          | 2006     | 2010      | gewalttätige „White Supremacy“-Organisation. |
| Canadian League of Rights             | Organisation          | 1968     | 0         | dt.: Kanadische Liga der Rechten. Ableger der Australian League of Rights. |
| Heritage Front                        | Organisation          | 1989     | 2005      | neo-nazistische Organisation. |
| Ku-Klux-Klan (KKK)                    | Organisation/Bewegung | 1920er   | besteht   | ursprünglich aus den USA stammende rassistische und gewalttätige Organisation. |
| Nationalist Party of Canada           | Partei                | 1977     | besteht   | nationalistische, rassistische Partei |
| National Unity Party of Canada (NUPC) | Partei                | 1929     | 0         | gegründet als katholisch-fundamentalistische, antisemitische Organisation „Ordre patriotique des Goglus“. Nachfolgeorganisation ab 1934 Parti National Social Chrétien (PNSC). Ab 1938 Zusammenschluss mit anderen faschistischen Gruppen als National Unity Party. Verbot von 1940–1945. |
| Western Guard                         | Organisation          | 1972     | 1980er    | aus der Edmund Burke Society hervorgegangen. Rassistische, neo-nazistische, minderheitenfeindliche Gruppierung, die verschiedene Straftaten begangen hat. |

## Kroatien
| Organisation                                         | Typ          | Gründung | Auflösung | Anmerkung |
| ---------------------------------------------------- | ------------ | -------- | --------- | --- |
| Hrvatska stranka prava (HSP)                         | Partei       | 1990     | besteht   | „Kroatische Partei des Rechts“. Bezieht sich auf die faschistische Ustaša-Bewegung |
| Ustaša – Hrvatska revolucionarna organizacija (UHRO) | Organisation | 1929     | 1945      | „Der Aufständische – Kroatische revolutionäre Organisation“. Orientierte sich am italienischen Faschismus, Nationalsozialismus und autochthonen populistischen Strömungen. Gründung des Unabhängigen Staats Kroatien, der Rassegesetze erließ und Konzentrationslager errichtete. |

## Lettland
| Organisation                      | Typ                 | Gründung  | Auflösung | Anmerkung |
| --------------------------------- | ------------------- | --------- | --------- | --- |
| Pērkonkrusts                      | Partei/Organisation | 1930/1995 | besteht   | „Donnerkreuz“. 1930 gegründete, paramilitärische Bewegung mit rassistischen, antisemitischen, antibolschewistischen, antideutschen Elementen. Wiedergegründet 1995. Vertritt ethnisch-rassistischen Nationalismus, antisemitisch, gewalttätig. |
| Russische Nationale Einheit (RNE) | Organisation        | 1998      | 0         | Lettischer Ableger. Militante, pro-russische Gruppierung. |

## Litauen
| Organisation                              | Typ          | Gründung | Auflösung | Anmerkung |
| ----------------------------------------- | ------------ | -------- | --------- | --- |
| Geležinis Vilkas (Eiserner Wolf)          | Organisation | 1927     | 1930      | faschistischer Kampfverband nach dem Vorbild der italienischen Schwarzhemden. |
| Lietuvos nacionaldemokratų partija (LNDP) | Partei       | 1999     | 2009      | „Nationaldemokratische Partei Litauens“. 2001 Zusammenschluss mit der „Union der nationalsozialen Einheit Litauens“. EU-ablehnend, antirussisch, antisemitisch, einwandererfeindlich. |

## Malta
| Organisation    | Typ    | Gründung | Auflösung | Anmerkung                                                     |
| --------------- | ------ | -------- | --------- | ------------------------------------------------------------- |
| Imperium Europa | Partei | 02000    | besteht   | rassistische, anti-semitische, einwandererfeindliche Inhalte. |

## Mexiko
| Organisation                  | Typ      | Gründung | Auflösung | Anmerkung |
| ----------------------------- | -------- | -------- | --------- | --- |
| Frente Nacionalista de México | Bewegung | 2006     | besteht   | dt.: Nationalistische Front Mexicos. Zuvor: Organización por la Voluntad Nacional (dt.: Organisation für den nationalen Willen). Völkisch-nationalistische, anti-amerikanische, anti-kapitalistische und anti-kommunistische Einstellungen. Irredentistische Andeutungen (Vertrag von Guadalupe Hidalgo). |

## Mongolei
| Organisation       | Typ          | Gründung | Auflösung | Anmerkung                                                                         |
| ------------------ | ------------ | -------- | --------- | --------------------------------------------------------------------------------- |
| Blue Mongolia      | Organisation | 0        | 0         | nationalistische Gruppierung                                                      |
| Bosoo Khukh Mongol | Organisation | 0        | 0         | ultra-nationalistische, neo-nazistische Gruppierung.                              |
| Dayar Mongol       | Organisation | 0        | 0         | ultra-nationalistische, rassistische, gewalttätige Gruppierung.                   |
| Tsagaan Khass      | Organisation | 1990er   | besteht   | „Weißes Hakenkreuz“. Neo-nazistische, anti-chinesische, gewalttätige Gruppierung. |

## Neuseeland
| Organisation                      | Typ          | Gründung | Auflösung | Anmerkung                                                            |
| --------------------------------- | ------------ | -------- | --------- | -------------------------------------------------------------------- |
| Action Zealandia (AZ)             | Organisation | 2019     | besteht   | anti-semitische, rassistische Gruppe                                 |
| Dominion Movement                 | Organisation | 2018     | 2019      | rassistische Gruppe                                                  |
| New Zealand League of Rights      | Organisation | 1970     | 0         | Ableger der Australian League of Rights. Rechtsradikal, rassistisch  |
| New Zealand National Front (NZNF) | Organisation | 1968     | 2019      | Ableger der britischen National Front. Rassistisch, nationalistisch. |

## Niederlande
| Organisation                            | Typ    | Gründung | Auflösung | Anmerkung                                                                                            |
| --------------------------------------- | ------ | -------- | --------- | --- |
| Centrum Democraten                      | Partei | 1984     | 2002      | fremdenfeindliches, chauvinistisches, rassistisches und teilweise antisemitisches Programm.          |
| Centrumpartij                           | Partei | 1980     | 1986      | rassistisch und ausländerfeindlich.                                                                  |
| Centrumpartij 86                        | Partei | 1986     | 1998      | gewaltbereite Neonazis. Als „kriminelle Organisation“ verboten.                                      |
| Nationaal-Socialistische Beweging (NSB) | Partei | 1931     | 1945      | faschistische Partei, einzige zugelassene Partei während der deutschen Besatzung.                    |
| Nederlandse Volks-Unie (NVU)            | Partei | 1971     | besteht   | „Niederländische Volks-Union“, neo-faschistisch, ausländerfeindlich, rassistisch. 1986–1996 inaktiv. |
| Partij voor de Vrijheid (PVV)           | Partei | 2006     | besteht   | rechtspopulistisch bis rechtsextrem.                                                                 |

## Norwegen
| Organisation                  | Typ          | Gründung  | Auflösung | Anmerkung                                                                                                 |
| ----------------------------- | ------------ | --------- | --------- | --- |
| Nasjonal Samling              | Partei       | 1933      | 1945      | „Nationale Vereinigung“, faschistische Partei. Einzig zugelassene Partei während der deutschen Besatzung. |
| Norske Motstandsbevegelsen    | Bewegung     | 2003/2010 | besteht   | norwegischer Ableger der Nordiska Motståndsrörelsen.                                                      |
| Stopp islamiseringen av Norge | Bewegung     | 2008      | besteht   | norwegischer Ableger der Stop Islamisation of Europe                                                      |
| Vigrid                        | Organisation | 1998      | besteht   | rassistische und gewalttätige Organisation.                                                               |

## Österreich
| Organisation                                        | Typ                 | Gründung | Auflösung | Anmerkung |
| --------------------------------------------------- | ------------------- | -------- | --------- | --- |
| Aktion Neue Rechte                                  | Organisation/Partei | 1970er   | 1988      | neo-nazistische Studentengruppe, Verbot wegen nationalsozialistischer Wiederbetätigung.                                                           |
| Antisemitenbund                                     | Organisation        | 1919     | 1938      | vertrat rassistischen Antisemitismus, nahm nationalsozialistische Positionen vorweg.                                                              |
| Arbeitsgemeinschaft für demokratische Politik (AFP) | Organisation/Partei | 1963     | besteht   | neo-nazistische und revanchistische Tendenzen. |
| Bund freier Jugend                                  | Organisation        | 2003     | unbekannt | völkische, neo-nazistische, antisemitische Kadertruppe. Ging aus der Jugendorganisation der Arbeitsgemeinschaft für demokratische Politik hervor. |
| Die Bunten                                          | Partei              | 2003     | 2010      | von Wahl wegen der Gefahr der NS-Wiederbetätigung ausgeschlossen.                                                                                 |
| Die Grünen Österreichs (DGÖ)                        | Partei              | 1982     | 1988      | neo-nazistische Partei, Bezug zur NDP. Nicht zu verwechseln mit Die Grünen – Die Grüne Alternative.                                               |
| Freiheitliche Partei Österreichs (FPÖ)              | Partei              | 1955     | besteht   | zeitweise liberale, rechtspopulistische, teilweise rechtsextreme Partei. Deutschnationale Einstellungen, fremdenfeindlich, islamfeindlich.        |
| Identitäre Bewegung Österreich (IBÖ)                | Bewegung            | 2012     | besteht   | aktions-orientierte, neu-rechte Gruppe, vertritt Ethnopluralismus. Personelle Überschneidungen mit FPÖ.                                           |
| Nationaldemokratische Partei (NDP)                  | Partei              | 1967     | 1988      | Abspaltung von FPÖ. Verbot wegen nationalsozialistischer Wiederbetätigung.                                                                        |
| Nationale Volkspartei (NVP)                         | Partei              | 2007     | unbekannt | von Wahl wegen der Gefahr der NS-Wiederbetätigung ausgeschlossen.                                                                                 |
| Verband der Unabhängigen (VdU)                      | Partei              | 1949     | 1955      | auch: Wahlpartei der Unabhängigen (WdU). Vorläufer der FPÖ. Ehemalige Nationalsozialisten.                                                        |
| Volkstreue außerparlamentarische Opposition (VAPO)  | Organisation        | 1986     | 1992      | militante, neo-nazistische Gruppe. Ableger der Gesinnungsgemeinschaft der Neuen Front.                                                            |
| Wiener akademische Burschenschaft Olympia           | Organisation        | 1859     | besteht   | deutschnationale, rassistische, antisemitische Burschenschaft. Mitglieder auch in der FPÖ und IBÖ.                                                |

## Polen
| Organisation                     | Typ                   | Gründung             | Auflösung | Anmerkung |
| -------------------------------- | --------------------- | -------------------- | --------- | --- |
| Młodzież Wszechpolska (MW)       | Organisation          | 1989                 | besteht   | „Allpolnische Jugend“. Gewaltbereit, anti-semitisch. Bezieht sich auf ND.                                                                                  |
| Narodowa Demokracja (ND)         | Bewegung              | Ende 19. Jahrhundert | ca. 1947  | „Nationale Demokratie“. Auch: Endecja. Rechtsextreme nach 1989/90 sehen sich in der Tradition der nationalistischen Organisationen der Zwischenkriegszeit. |
| Narodowe Odrodzenie Polski (NOP) | Partei                | 1981                 | besteht   | „Nationale Wiedergeburt Polens“. Strebt eine „nationale Revolution“ an, gewalttätige, anti-semitische, rassistische Partei.                                |
| Obóz Narodowo-Radykalny (ONR)    | Bewegung/Organisation | 1993/2003            | 2009      | „Nationalradikales Lager“. Bezieht sich auf gleichnamige Partei von 1934. Gewalttätig, anti-semitisch, neo-faschistisch.                                   |
| Radio Maryja                     | Organisation          | 1991                 | besteht   | Radiosender, der rechtspopulistische Parolen, antisemitische Botschaften und Verschwörungstheorien verbreitet.                                             |
| Ruch Narodowy (RN)               | Partei                | 2012                 | besteht   | „Nationale Bewegung“. Zusammenschluss verschiedener rechtsextremer Organisationen, u. a. der MW und ONR.                                                   |

## Portugal
| Organisation | Typ    | Gründung | Auflösung | Anmerkung |
| ------------ | ------ | -------- | --------- | --- |
| Ergue-te     | Partei | 2000     | besteht   | Bis 2019 Partido Nacional Renovador (PNR). Einwandererfeindliche, islamfeindliche Agenda. Kontakte zu Hammerskins. Positiver Bezug auf autoritäres Salazar-Regime. |

## Rumänien
| Organisation                           | Typ             | Gründung | Auflösung | Anmerkung |
| -------------------------------------- | --------------- | -------- | --------- | --- |
| Alianța pentru Unirea Românilor (AUR)  | Partei          | 2019     | besteht   | „Allianz für die Union der Rumänen“. Rechtsextreme, antisemitische Partei |
| Legiunea Arhanghelul Mihail            | Bewegung/Partei | 1927     | 1941      | verschiedene Bezeichnungen: Legionärsbewegung, Eiserne Garde (Garda de Fier), Gruppe Corneliu Zelea Codreanu und Alles für das Vaterland (Totul pentru Ţară). Militante, (klerikal-)faschistische und antisemitische Bewegung bzw. politische Partei im Königreich Rumänien. |
| Liga Apărării Național-Creștine (LANC) | Partei          | 1923     | 1935      | faschistische, antisemitische Partei. Die Legionärsbewegung spaltete sich 1927 ab. |
| Noua Dreaptă (ND)                      | Partei          | 2000     | besteht   | „Neue Rechte“. Nationalistisch, revanchinistische Tendenzen, christlich-orthodox, gegen sexuelle Minderheiten. Sieht sich als Nachfolger der Eisernen Garde. |
| S.O.S. România                         | Partei          | 2021     | besteht   | rechtspopulistische, nationalistische, irredentistische Partei |
| Partidul România Mare (PRM)            | Partei          | 1991     | besteht   | „Großrumänien-Partei“, extremistische, xenophobe, autoritäre Partei. |

## Russland
| Organisation                                    | Typ          | Gründung | Auflösung | Anmerkung |
| ----------------------------------------------- | ------------ | -------- | --------- | --- |
| Bewegung gegen illegale Immigranten             | Bewegung     | 2002     | 2011      | russisch Движение против нелегальной иммиграции (ДПНИ) (DPNI). Nationalistische und fremdenfeindliche Bürgerbewegung. Mit-Initiator des Russischen Marsch.                        |
| Gruppe Wagner                                   | Organisation | 2014     | besteht   | russisch Группа Вагнера Gruppa Wagnera. Privates Sicherheits- und Militärunternehmen und rechtsextreme Schattenarmee, gegründet vom Neonazi Dmitri Utkin                          |
| Liberaldemokratische Partei Russlands (LDPR)    | Partei       | 1990     | besteht   | russisch Либерально-демократическая партия России Liberalno-demokratischeskaja partija Rossii. Nationalpatriotische, rechtspopulistische Partei                                   |
| Mad Crowd                                       | Organisation | 2002     | 0         | rechtsterroristische Gruppe |
| Nationalbolschewistische Partei Russlands (NBP) | Partei       | 1992     | 2005      | russisch Национал-Большевистская Партия, НБП. Kommunistische und nationalsozialistische Elemente.                                                                                 |
| Nationalsozialistische Gesellschaft (NSO)       | Organisation | 2004     | 0         | orientiert sich am deutschen Nationalsozialismus. |
| Pamjat                                          | Bewegung     | 1980     | 1990er    | russisch Память „Gedächtnis“. Radikal-nationalistische und antisemitische Bewegung aus der viele spätere Organisationen hervorgingen.                                             |
| Russische Gestalt                               | Bewegung     | 0        | 0         | Russ.: Russkij Obraz. Ähnlich den Autonomen Nationalisten. Bewaffneter Flügel: Kampforganisation russischer Nationalisten (BORN).                                                 |
| Russische Nationale Einheit (RNE)               | Organisation | 1990     | besteht   | russisch Русское Национальное Единство. Paramilitärische, neo-nazistische Organisation. Aus der Pamjat-Bewegung hervorgegangen.                                                   |
| Schultz 88                                      | Organisation | 2001     | 0         | paramilitärische Gruppe mit nationalsozialistischer Ideologie. |
| Slawische Union                                 | Organisation | 1999     | 2010      | russisch Славянский Союз, transkribiert Slawjanski Sojus, auch: Slawischer Bund. Gewalttätige, neo-nazistische Gruppierung, die aus der Russischen Nationalen Einheit hervorging. |
| Vereinigte Brigade (OB-88)                      | Organisation | 1990er   | 0         | Russ.: Objedinnaja brigada. Gewalttätige Skinheads. |

## Schweden
| Organisation               | Typ          | Gründung | Auflösung | Anmerkung |
| -------------------------- | ------------ | -------- | --------- | --- |
| Nationaldemokraterna       | Partei       | 2001     | 2014      | Abspaltung der Sverigedemokraterna. Nationalistisch, Bindeglied zu extremistischeren Parteien. |
| Nationalsocialistisk front | Partei       | 1994     | 2008      | „Nationalsozialistische Front“, die in die Svenskarnas parti (Partei der Schweden) überging. Eine nazistische Organisation, die sich auf den Kult um alte schwedische Nazi-Gruppierungen konzentrierte. |
| Nationell Ungdom           | Organisation | 1995     | 2006      | „Nationale Jugend“. Trat vor Auflösung der Svenska Motståndsrörelsen (SMR, Schwedische Widerstandsbewegung) bei.                                                                                        |
| Nordiska Motståndsrörelsen | Organisation | 1997     | besteht   | Die Organisation baute als Svenska Motståndsrörelsen Ableger in skandinavischen Ländern auf. Die SMR benannte sich 2016 um. Militante, aktionsorientierte, nazistische Organisation                     |
| Svenskarnas parti          | Partei       | 2008     | 2015      | „Partei der Schweden“, Nachfolgepartei der Nationalsocialistisk front. Hieß zunächst Folkfronten (Volksfront).                                                                                          |
| Sverigedemokraterna        | Partei       | 1988     | besteht   | „Schwedendemokraten“, wurde von Angehörigen faschistisch und neonazistisch orientierter Bewegungen gegründet. Ausländer- und Islamfeindlich. Wird mittlerweile auch als rechtspopulistisch bezeichnet.  |
| Vitt Ariskt Motstånd       | Bewegung     | 1990er   | 1990er    | „Weißer Arischer Widerstand“ |

## Schweiz
| Organisation                                  | Typ          | Gründung | Auflösung | Anmerkung |
| --------------------------------------------- | ------------ | -------- | --------- | --- |
| Junge Tat                                     | Organisation | 2020     | besteht   | neonazistische, aktionsorientierte Gruppe                                                                      |
| Partei National Orientierter Schweizer (PNOS) | Partei       | 2000     | 2022      | französisch: Parti nationaliste suisse (PNS), neo-nazistisch, völkisch-rassistisch.                            |
| Nationalpartei                                | Partei       | 2022     | besteht   | entstand nach Auflösung der PNOS durch einige ehemalige Mitglieder                                             |
| Résistance Helvétique                         | Organisation | 2014     | besteht   | neo-nazistisch, ausländerfeindlich, islamfeindlich.                                                            |
| Schweizer Demokraten                          | Partei       | 1961     | besteht   | nationalistisch, ausländerfeindlich, völkisch-rassistisch, völkischer Natur-, Umweltschutz, Öko-Nationalismus. |
| Patriotische Front                            | Organisation | 1988     | unbekannt | rechtsextreme, gewalttätige Gruppe                                                                             |

## Serbien
| Organisation                   | Typ             | Gründung | Auflösung | Anmerkung |
| ------------------------------ | --------------- | -------- | --------- | --- |
| Nacionalni stroj               | Organisation    | 0        | 2011      | neo-nazistische Organisation |
| Obraz                          | Organisation    | 1993     | besteht   | klerikal-faschistische Organisation, die sich auf die 1930/1940er bezieht. Verbot 2012, anschließend wieder gegründet.                 |
| SNP Nasi                       | Organisation    | 0        | besteht   | für ein Großserbien, gegen Rechte für sexuelle Minderheiten.                                                                           |
| Srpska radikalna stranka (SRS) | Partei          | 1991     | besteht   | serbisch: Српска радикална странка, „Serbische radikale Partei“.                                                                       |
| Srpski narodni pokret 1389     | Organisation    | 0        | besteht   | „Serbische Volksbewegung 1389“, gewalttätig, gegen Rechte für sexuelle Minderheiten.                                                   |
| ZBOR                           | Bewegung/Partei | 1935     | 1944      | Orientierte sich am deutschen Nationalsozialismus, arbeitete mit den Besatzern zusammen und durfte eigene Kampfformationen aufstellen. |

## Slowakei
| Organisation                                     | Typ          | Gründung | Auflösung | Anmerkung |
| ------------------------------------------------ | ------------ | -------- | --------- | --- |
| Hlinkova garda                                   | Organisation | 1938     | 1945      | „Hlinka-Garde“. Paramilitärische Organisation, die später der SS unterstand und an Deportationen in Konzentrationslager beteiligt war.                                                                        |
| Hlinkova slovenská ľudová strana (HSĽS)          | Partei       | 1913     | 1945      | „Hlinkas Slowakische Volkspartei“, faschistische Einheitspartei von 1938 bis 1945. |
| Kotlebovci – Ľudová strana Naše Slovensko (ĽSNS) | Partei       | 2010     | besteht   | Bezüge zu Hlinka-Garde, antiziganistisch. |
| Slovenská národná strana (SNS)                   | Partei       | 1990     | besteht   | „Slowakische Nationalpartei“, nationalistische Partei, die in den Anfängen extreme, antiziganistische und Ungarn-feindliche Inhalte propagierte. Wird mittlerweile auch als nationalkonservativ eingeschätzt. |

## Spanien
| Organisation                                 | Typ             | Gründung | Auflösung | Anmerkung |
| -------------------------------------------- | --------------- | -------- | --------- | --- |
| Disenso                                      | Stiftung        | 2020     | besteht   | Parteistiftung von Vox. Nationalistisch, Abtreibungsgegner, homo- und transphob, Recht und Ordnung, eurozentrisch, imperialistisch (abgeleitet aus Selbstbezeichnung). |
| Vox                                          | Partei          | 2013     | besteht   | Von früheren Mitgliedern der Partido Popular (PP) gegründet. Völkisch-nationalistisch, autoritär, homophob, frauen- und ausländerfeindlich. |
| Alianza Nacional (AN)                        | Partei          | 2006     | besteht   | Nachfolgepartei der Alianza por la Unidad Nacional. Rassischer Nationalismus (Selbstbezeichnung). |
| Círculo Español de Amigos de Europa (CEDADE) | Organisation    | 1967     | 1993      | „Spanischer Zirkel der Freunde Europas“. Neo-Nazi-Organisation mit Holocaust-Leugnern |
| Democracia Nacional (DN)                     | Partei          | 1995     | besteht   | „Nationale Demokratie“. Nachfolgepartei der CEDADE, fremdenfeindlich, rassistisch, einwandererfeindlich. |
| Falange                                      | Bewegung/Partei | 1933     | 1977      | faschistische Bewegung. 1934 Vereinigung mit der Juntas de Ofensiva Nacional Sindicalista (JONS/Vereinigungen der Nationalsyndikalistischen Offensive). Ab 1936 Staatspartei unter Diktator Franco. 1970 in Movimiento Nacional umbenannt. Seit dessen Auflösung und freien Wahlen gibt es mehrere falangistische Splittergruppen. |

## Südafrika
| Organisation                       | Typ          | Gründung | Auflösung | Anmerkung |
| ---------------------------------- | ------------ | -------- | --------- | --- |
| Afrikaner Broederbond (AB)         | Organisation | 1918     | 1994      | Geheimbund nationalistischer Buren. |
| Afrikaner Weerstandsbeweging (AWB) | Bewegung     | 1973     | besteht   | „Widerstandsbewegung der Buren“, neo-nazistische, rassistische, militante Bewegung.                                                                            |
| Boeremag                           | Organisation | 0        | 2002      | deutsch: Burenmacht. Rechtsterroristische Organisation, die eine Serie von Bombenanschlägen durchführte.                                                       |
| Gesuiwerde Nasionale Party (GNP)   | Partei       | 1934     | 1939      | englisch: Purified National Party, deutsch: Reine Nationale Partei. Abspaltung von der National Party, später wieder angeschlossen.                            |
| Herenigde Nasionale Party (HNP)    | Partei       | 1939     | 1948      | englisch: Reunited National Party, deutsch: Vereinigte Nationale Partei. Zusammenschluss der GNP und Teilen der NP. Nach Wahlsieg 1948 Wieder in NP umbenannt. |
| Herstigte Nasionale Party (HNP)    | Partei       | 1969     | besteht   | etwa: „Restaurierte Nationale Partei“. Abspaltung von der NP. Pro-Apartheid-Partei.                                                                            |
| Nasionale Party (NP)               | Partei       | 1914     | 2005      | englisch: National Party. Regierungspartei von 1948 bis 1994, die den Apartheid-Staat errichtete. 1997 umbenannt in New National Party, 2005 aufgelöst.        |
| Ossewabrandwag (OB)                | Bewegung     | 1938     | 1952      | etwa: „Ochsenwagenwache“. Militante, afrikaner-nationalistische Bewegung. Wurde anfangs von NP unterstützt, später zeitweise verboten.                         |

## Syrien
| Organisation                                    | Typ    | Gründung | Auflösung | Anmerkung |
| ----------------------------------------------- | ------ | -------- | --------- | --- |
| Syrische Soziale Nationalistische Partei (SSNP) | Partei | 1932     | besteht   | Gründung nach dem Vorbild europäischer faschistischer Parteien. Säkular-nationalistische, terroristische Partei, die ein Großsyrien befürwortet und in Syrien und Libanon besteht. |

## Taiwan
| Organisation                         | Typ      | Gründung | Auflösung | Anmerkung                                                   |
| ------------------------------------ | -------- | -------- | --------- | ----------------------------------------------------------- |
| National Socialism Association (NSA) | Bewegung | 2007     | 0         | Studentengruppe mit Bezug zum deutschen Nationalsozialismus |

## Tschechien
| Organisation                                  | Typ          | Gründung    | Auflösung | Anmerkung |
| --------------------------------------------- | ------------ | ----------- | --------- | --- |
| Bohemia Hammerskins                           | Organisation | 1993        | 1996      | Ableger der neonazistischen Organisation. |
| Blood and Honour Division Bohemia             | Organisation | 1996        | unbekannt | Ableger der rechtsextremen Organisation. Veranstalter von internationalen Rechtsrock-Konzerten.                                                                            |
| Dělnická strana (DS)                          | Partei       | 2003        | 2010      | neo-nazistisch, antiziganistisch. Kooperationen mit Národní odpor und Autonomen Nationalisten. Verbot 2010. Leitung und Mitglieder wechselten zu DSSS.                     |
| Dělnická strana sociální spravedlnosti (DSSS) | Partei       | 2004        | besteht   | „Arbeiterpartei der sozialen Gerechtigkeit“, gegründet 2004 als Strana občanů republiky České (Partei der Bürger der Tschechischen Republik). Seit 2008 in DSSS umbenannt. |
| Národní odpor                                 | Bewegung     | Ende 1990er | unbekannt | „Nationaler Widerstand“, ähnlich den deutschen Freien Kameradschaften. |
| Národní strana                                | Partei       | 2003        | 2013      | gewaltbereit, antiziganistisch, rassistisch. 2013 vom obersten tschechischen Gerichtshof verboten.                                                                         |

## Türkei
| Organisation                              | Typ          | Gründung | Auflösung | Anmerkung |
| ----------------------------------------- | ------------ | -------- | --------- | --- |
| Büyük Birlik Partisi (BBP)                | Partei       | 1993     | besteht   | dt.: „Große Einheitspartei“. Abspaltung von der MHP. Extrem nationalistisch, stark am Islam ausgerichtet.                                                                       |
| Cumhuriyetçi Köylü Millet Partisi (CKMP)  | Partei       | 1958     | 1969      | Vorgängerpartei der MHP |
| Milliyetçi Hareket Partisi (MHP)          | Partei       | 1969     | besteht   | aus der Ülkücü-Bewegung hervorgegangene, extrem nationalistische Partei. Tritt seit Ende 1990er gemäßigter auf.                                                                 |
| Nasyonal Aktivite ve Zinde İnkişaf (NAZİ) | Organisation | 1969     | 1975      | neo-nazistischer Verein |
| Ötüken Birliği Partisi                    | Partei       | 2017     | besteht   | „Partei der Einheit Ötükens“. Rassistische und turkistische Partei |
| Ülkü Ocakları                             | Bewegung     | 1960er   | besteht   | dt.: „Idealistenvereine“, auch „Graue Wölfe“ (türkisch: Bozkurtlar). Basiert auf Ideologie des Panturkismus und Turanismus. Militante Bewegung. Stark vertreten in MHP und BBP. |

## Ukraine
| Organisation                                                                          | Typ                 | Gründung               | Auflösung | Anmerkung |
| ------------------------------------------------------------------------------------- | ------------------- | ---------------------- | --------- | --- |
| Allukrainische Vereinigung Swoboda                                                    | Partei              | 1991/1995              | besteht   | ukrainophone rechtsextreme Partei. Zuvor: Sozial-Nationale Partei der Ukraine (SNPU)                              |
| Prawyj Sektor                                                                         | Organisation/Partei | 2013                   | besteht   | „Rechter Sektor“, rechtsextreme und paramilitärische Organisation. Ultranational und EU-skeptisch.                |
| Regiment Asow                                                                         | Organisation        | 2014                   | besteht   | paramilitärische Organisation mit rechtsextremen Mitgliedern.                                                     |
| S14                                                                                   | Organisation        | 2010                   | besteht   | ehemalige Jugendorganisation der Partei Swoboda. Nationalistisch, anti-russisch, antisemitisch, antiziganistisch. |
| Sozial-Nationale Versammlung                                                          | Organisation        | 2008                   | 2015      | Loser Zusammenschluss rechtsextremer Gruppen                                                                      |
| Tradition und Ordnung                                                                 | Organisation        | 2016                   | unbekannt | rechtsextreme, konservativ-christliche (Jugend)Organisation                                                       |
| Ukrainische Nationalversammlung – Ukrainische Nationale Selbstverteidigung (UNA-UNSO) | Organisation/Partei | 1990, Neugründung 2015 | besteht   | Rechtsextreme Partei und paramilitärischer Verband                                                                |

## Ungarn
| Organisation                                 | Typ          | Gründung | Auflösung | Anmerkung |
| -------------------------------------------- | ------------ | -------- | --------- | --- |
| Hatvannégy Vármegye Ifjúsági Mozgalom (HVIM) | Organisation | 2001     | besteht   | „Jugendbewegung Vierundsechzig Komitate“, rechtsextrem, nationalistisch, Veranstalter von Rechtsrock-Festival. |
| Jobbik                                       | Partei       | 2003     | besteht   | ursprünglich rechtsextreme Partei. Wird auch als rechtspopulistisch und rechtsradikal bezeichnet.              |
| Magyar Gárda                                 | Organisation | 2007     | 2009      | „Ungarische Garde“, paramilitärische Einheit der Jobbik-Partei.                                                |
| Magyar Igazság és Élet Pártja (MIÉP)         | Partei       | 1993     | besteht   | „Ungarische Wahrheits- und Lebenspartei“, rechtsextremistische Partei.                                         |
| Magyar Nemzeti Arcvonal (MNA)                | Organisation | 0        | 2016      | dt.: Ungarische Nationale Front. Paramilitärische Ausbildung von Neonazis.                                     |
| Pfeilkreuzler                                | Bewegung     | 1935     | 1945      | auch: Hungaristen. Faschistische Bewegung und Kollaborationsregierung.                                         |

## USA
| Organisation                                       | Typ                   | Gründung  | Auflösung | Anmerkung |
| -------------------------------------------------- | --------------------- | --------- | --------- | --- |
| Alt-Right                                          | Bewegung              | 2008      | besteht   | dt.: alternative Rechte. Ethnopluralistische Ideologie. Ähnlichkeiten zur europäischen Neue Rechte oder Identitäre Bewegung. |
| American Freedom Party                             | Partei                | 2009      | besteht   | zuvor: American Third Position. Weiß-nationalistische Partei mit rassistischen, anti-semitischen Aussagen, gegen Einwanderung. |
| American Identity Movement                         | Organisation          | 2016      | besteht   | gegründet als Identity Evropa. Orientiert sich an europäischer Neue Rechte und Identitären Bewegung. |
| Amerikadeutscher Bund                              | Organisation          | 1933      | 1941      | auch: German-American Bund. Nationalsozialistische Organisation. |
| Aryan Brotherhood                                  | Organisation          | 1964      | besteht   | dt.: Arische Bruderschaft. Rassistische, neo-nazistische Gefängnis-Gang. |
| Aryan Nations                                      | Organisation          | 1977      | 2010      | dt.: Arische Nationen. Rassistisch, anti-semitisch. Aus der Christian-Identity-Bewegung hervorgegangen. |
| Atomwaffen Division                                | Organisation          | 2015      | besteht   | neo-nazistische, rechtsterroristische Gruppe. |
| Christian Front                                    | Organisation          | 1938      | 1940      | katholische, anti-semitische, anti-kommunistische Gruppe, die Straßengewalt propagierte. |
| Christian-Identity-Bewegung                        | Bewegung              | 1920/30er | besteht   | dt.: „Bewegung der christlichen Identität“. Rassistische und anti-semitische Theologielehre. |
| Church of Jesus Christ-Christian (CCJC)            | Organisation          | 1946      | 0         | erste und prominenteste der Christian Identity-Kirchen. Aryan Nations (AN) ist der politisch-militante Arm. |
| Committee for Open Debate on the Holocaust (CODOH) | Organisation          | 1987      | besteht   | Holocaust-Leugner |
| Creativity Movement                                | Bewegung              | 1973      | besteht   | anti-christliche, anti-semitische, rassistische Ideologie |
| John Birch Society                                 | Organisation          | 1958      | besteht   | anfangs Verbreitung von anti-kommunistischen, anti-semitischen Verschwörungsmythen. |
| Hammerskins                                        | Organisation          | 1986      | 0         | auch Hammerskin-Nation. Internationale Organisation von rechtsextremen, gewaltbereiten Skinheads. |
| Institute for Historical Review (IHR)              | Organisation          | 1978      | besteht   | Holocaust-Leugner |
| Ku-Klux-Klan (KKK)                                 | Organisation/Bewegung | 1865      | besteht   | rassistische und gewalttätige Organisation, die nach dem Amerikanischen Bürgerkrieg gegründet wurde, um die „weiße Vorherrschaft“ zu sichern. Im Laufe der Zeit gab es mehrere Auflösungen, Neugründungen und zahlreiche Abspaltungen. |
| Militia of Montana (MOM)                           | Organisation          | 1994      | besteht   | rechtsextreme Neo-Miliz. Anti-governementale Haltung mit Elementen von Rassismus und Antisemitismus. Beziehungen zur Christian-Identity-Bewegung und Aryan Nations. Vorbild für andere rechtsextreme Milizen.                          |
| Milizbewegung in den Vereinigten Staaten           | Bewegung              | 1992      | besteht   | Hass auf US-Bundesregierung und antijüdische Verschwörungsmythen, z. B. New World Order |
| National Alliance (NA)                             | Organisation          | 1974      | besteht   | neo-nazistische, anti-demokratische Organisation |
| National Socialist Movement (NSM)                  | Organisation/Bewegung | 1994      | besteht   | Abspaltung von der American Nazi Party und des National Socialist American Workers Freedom Movement. Neo-nazistische, gewalttätige Organisation.                                                                                       |
| Nation of Islam                                    | Organisation          | 1930      | besteht   | afroamerikanisch-muslimische Organisation. Rassismus und anti-semitische Weltverschwörungsmythen. Kooperiert seit 2010 mit Scientology.                                                                                                |
| New Order                                          | Organisation          | 1959      | besteht   | 1959–1967 American Nazi Party (ANP), 1967–1983 National Socialist White People's Party (NSWPP). Nationalsozialistische, militante Organisation. Ab 1983 Wandel zu einem klandestinen, nazistischen Mystizismus.                        |
| NSDAP-Auslandsorganisation (NSDAP/AO)              | Organisation          | 1972      | besteht   | Verlag von (neo-)nazistischer Propaganda, Kaderorganisation, Holocaust-Leugner. |
| Oath Keepers                                       | Organisation          | 2009      | besteht   | rechte, paramilitärische Miliz, die am Sturm auf das Kapitol in Washington 2021 beteiligt war. |
| Patriot Front                                      | Organisation          | 2017      | besteht   | rassistische, neo-nazistische Organisation |
| Posse Comitatus                                    | Bewegung              | 1970      | 1989      | regierungsfeindliche, anti-semitische Ideologie. Vorläufer der Militia-Bewegung. |
| Proud Boys                                         | Organisation          | 2016      | besteht   | dt.: Stolze Jungs. Rechtsextrem, chauvinistisch, gewaltbereit. |
| Silver Legion of America                           | Organisation          | 1933      | 1940      | auch: Silver Shirts. Orientierte sich am Faschismus. Erfand und verbreitete anti-semitische Weltverschwörungsmythen. |
| The Base                                           | Organisation          | 2008      | besteht   | militante, neo-nazistische Gruppe. |
| White Aryan Resistance (WAR)                       | Organisation/Bewegung | 1983      | besteht   | explizit rassistisch und antisemitisch. Verbreitet Konzept des führerlosen Widerstands. |
| World Church of the Creator (WCOTC)                | Organisation          | 1973      | ca. 2004  | basiert auf der anti-christlichen, anti-semitischen, rassistischen Creativity-Ideologie |

## Zypern
| Organisation                | Typ    | Gründung | Auflösung | Anmerkung |
| --------------------------- | ------ | -------- | --------- | --- |
| Ethniko Laiko Metopo (ELAM) | Partei | 2008     | besteht   | „Nationale Volksfront“, neo-nazistisch, rassistisch, gewaltbereit. Verbindungen zur griechischen Chrysi Avgi. |